# Calidris falcinellus

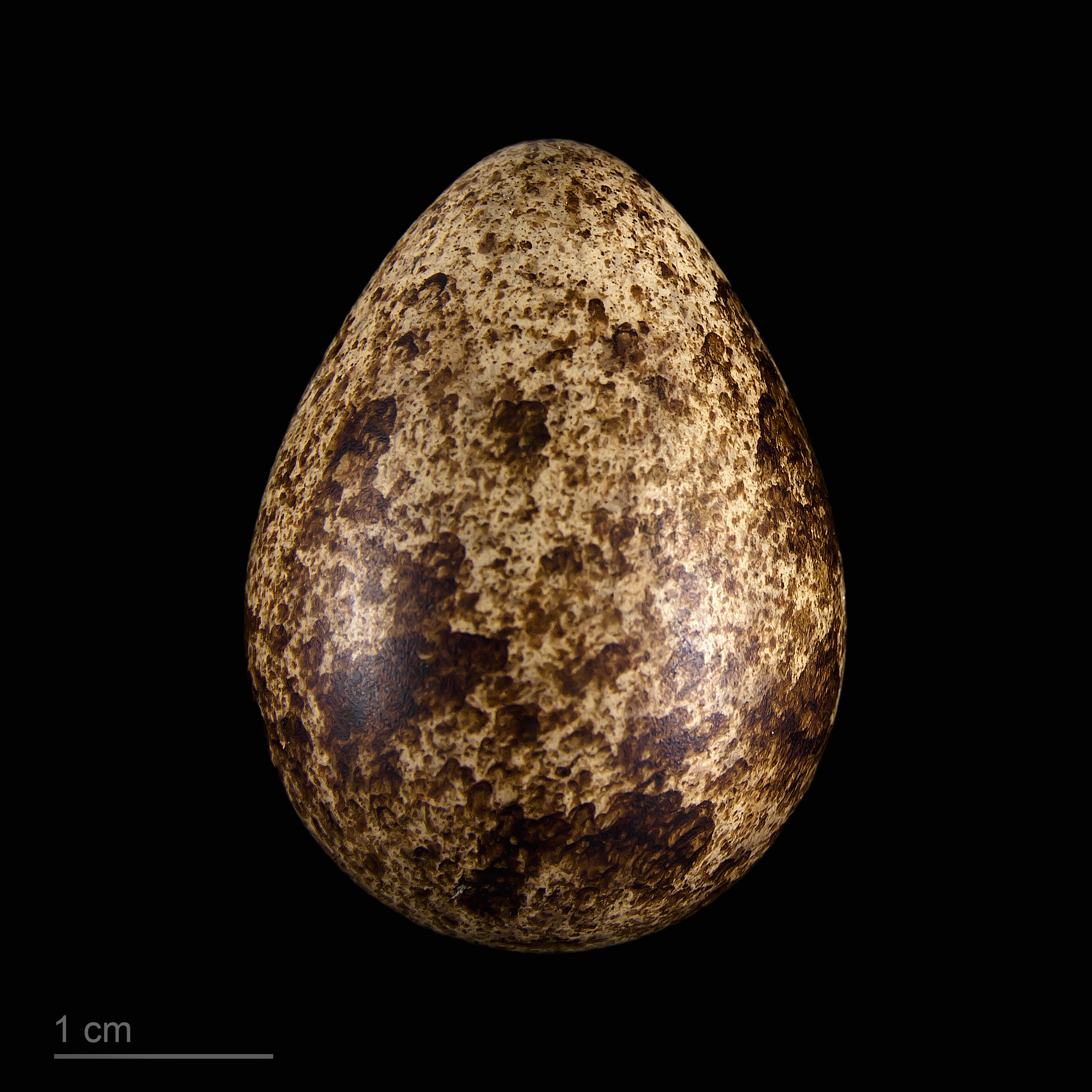
Limicola falcinellus falcinellus - MHNT

El correlimos falcinelo (Calidris falcinellus)  es una especie de ave limícola de la familia Scolopacidae.
Es un ave altamente migratoria, pasando la temporada no reproductiva en el este de África, el sur y el sudeste de Asia a Oceanía. Es muy sociable y forma bandadas con otras limícolas como el correlimos común. A pesar de su área de reproducción europea, esta especie es poco frecuente en Europa Occidental, probablemente a causa de la ruta de migración hacia el sureste.
Se reproduce en los humedales de la taiga del norte de Europa y Siberia. El macho realiza una exhibición aérea durante el cortejo. Anidan en un agujero donde la hembra pone cuatro huevos en promedio.
Se alimentan en el barro blando de los pantanos y las zonas costeras. Se alimenta principalmente de insectos y otros invertebrados pequeños.
Esta es una de las especies en las que se aplica el Acuerdo sobre la conservación de aves acuáticas migratorias acuáticas (AEWA).